# (23187) 2000 PN9
2000 PN9 (asteroide 23187) é um APL. Possui uma excentricidade de 0.58944340 e uma inclinação de 51.30897º.
Este asteroide foi descoberto no dia 8 de agosto de 2000 por LINEAR em Socorro.